# Jouer avec le feu
Jouer avec le feu is een Franse dramafilm uit 2024, geregisseerd en mede geschreven door Delphine en Muriel Coulin en gebaseerd op de roman Ce qu'il faut de nuit van Laurent Petitmangin uit 2020. De hoofdrollen worden vertolkt door Vincent Lindon en Benjamin Voisin.

## Verhaal
Pierre is een vijfitgjarige vader van twee zonen. Wanneer de jongste zoon, Louis, het huis verlaat om naar de Sorbonne-universiteit te gaan, trekt de oudste zoon, Fus, zich meer terug en raakt geïnteresseerd in extreemrechtse ideeën, waardoor hij recht tegenover de visie van zijn vader komt te staan.

## Rolverdeling
| Acteur           | Personage |
| ---------------- | --------- |
| Vincent Lindon   | Pierre    |
| Benjamin Voisin  | Fus       |
| Stefan Crepon    | Louis     |
| Sophie Guillemin |           |
| Arnaud Rebotini  |           |
| Édouard Sulpice  | Jérémy    |

## Productie
Jouer avec le feu wordt geproduceerd door Marie Guillaumond voor Felicita Films en Olivier Delbosc voor Curiosa Films, in coproductie met France 3 Cinéma en het Belgische Umedia. De film werd vooraf aangekocht door France Télévisions en Canal+. 

### Filmopnames
De filmopnames gingen vanaf midden mei 2023 van start in de regio Grand Est en duurden tot half juli, met de Belg Frédéric Noirhomme als cameraman.

## Release
Jouer avec le feu ging op 4 september 2024 in première op het Filmfestival van Venetië in de competitie voor de Gouden Leeuw.

## Prijzen en nominaties
De belangrijkste:
| Jaar | Prijs                    | Categorie                     | Genomineerde(n)           | Uitslag     |
| ---- | ------------------------ | ----------------------------- | ------------------------- | ----------- |
| 2024 | Filmfestival van Venetië | Gouden Leeuw                  | Delphine en Muriel Coulin | Genomineerd |
| 2024 | Filmfestival van Venetië | Coppa Volpi voor beste acteur | Vincent Lindon            | Gewonnen    |